# Новодеревянковский (Ейский район)
Новодеревя́нковский — хутор в Ейском районе Краснодарского края. Входит в состав Ейского сельского поселения.

## География
Улицы
- ул. Длинная,

## Население
| 2002 | 2010 |
| ---- | ---- |
| 188  | ↘177 |